# أسطوانيات
الأسطوانيات (باللاتينية: Strongyloides) أو الجريات (باللاتينية: Anguillula) أو الديدان الخيطية (بالإنجليزية: threadworms) هي جنس من الديدان الأسطوانية الطفيلية تنتمي إلى فصيلة شبيهات الأسطوانيات (باللاتينية: Strongyloididae)، يمكن أن توجد في الأمعاء الدقيقة عند الثدييات، خاصة عند الحيوانات المجترة.
داء الأسطوانيات تسببه الأسطوانية البرازية (باللاتينية: Strongyloides stercoralis) عند الإنسان، وهو مرض منتشر في المناطق المدارية. أما Strongyloides fuelleborni فهي طفيلي يصيب الرئيسيات في المناطق المدارية في أفريقيا وآسيا ويصيب الإنسان في المناطق المدارية في أفريقيا وغينيا الجديدة. أما الأسطوانية الحليمية (باللاتينية: Strongyloides papillosus) فهي موجودة في الأبقار والماعز والأغنام والأرانب والجرذان والخنازير، أما الأسطوانية الخنزيرية فتوجد في الخنازير والأسطوانية الجرذية في الجرذان.